# David Bižić
David Bižić (Beograd, 25. novembar 1975) srpski je operski bariton.

## Karijera
Nastupao u najvećim svetskim operskim kućama kao što su Metropoliten opera u Njujorku, Pariska nacionalna opera, Madridska kraljevska opera, Kraljevska opera Kovent Garden, Švedska kraljevska opera, Bečka državna opera, Monte Karlo, Boljšoj teatar, opera San Franciska, Berlin, Ženeva, Los Anđeles, Bordo, Strasburg.
U Narodnom pozorištu u Beogradu pevao uloge Belkora (Ljubavni napitak / Gaetano Doniceti) i Toreadora Eskamilja (Karmen / Žorž Bize).
Sa koncertnim repertoarom kao solista nastupao u Centru Sava sa Simfonijskim Orkestrom Vojske Srbije i u Kolarcu sa Horom i Simfonijskim Orkestrom RTS-a pod palicom Mladena Jagušta i Dejana Savića.

## Nagrade
Druga nagrada na međunarodnom operskom takmičenju "Operalia Placido Domingo" u Parizu 2007. g.

## Spoljašnje veze
- Politika "Očaravajući šarm Davida Bižića", 22. Avgust 2014
- Politika "Intervju: David Bižić, Beograđanin u vrhovima operske umetnosti - Iz Zemuna do najvećih svetskih operskih kuća" 19. Avgust 2014
- Večernje Novosti David Bižić za “Novosti”: Ispunjen veliki san u Metropolitenu, 21 Mart. 2014
- B92 "Beogradski bariton David Bižić debitovao u Njujorku", 21. Februar 2014
- Novogodišnji operski gala koncert, Radio Televizija Srbije 26. decembar 2010.
- Radio Televizija Vojvodine "Гала концертом почела нова сезона у Народном позоришту" 20. septembar 2009.
- Glas Javnosti, "Digitalno izdanje za globalno tržište", 9. jul 2008.
- Beta/MONDO "Operski bariton peva za Amadeusa", 26 Mart 2008
- "Mira Adanja-Polak i Vi - 15. decembar 2007" 15. decembar 2007.
- "David Bizic - Intervju sa Mirom Adanjom Polak" 15. decembar 2007.
- Kosanić, Vanja, "Intervju decembar 2007", "Pozorišne novine" Архивирано на веб-сајту  (28. август 2012) decembar 2007

## Ostalo
Godine 2008. sarađivao sa Rambom Amadeusom na njegovom studijskom albumu Hipišizik metafizik.